# Cilnidipin
A cilnidipin (INN: cilnidipine) halványsárga, vízben oldhatatlan por.
Lassú felfutású, hosszú hatású vérnyomáscsökkentő és angina pectoris elleni gyógyszerhatóanyag. Gyakran kombinálják más típusú szerekkel (ACE-gátló(en), Béta-blokkoló).
A szert először a Fuji & Rebio Pharmaceutical Co., Ltd. (Hino, Japan) laboratóriumában állították elő.

## Hatásmód
A simaizmok L típusú feszültségfüggõ Ca2+-csatornáinak (L típusú kalciumcsatorna(en)) gátlásával hat. A kötőhely az L-csatorna α1 alegysége.
A dipinek érszelektívek, vagyis elsősorban az erek simaizomsejtjeinek membránjára kötődnek, zárják a Ca2+-csatornákat, gátolják a Ca2+-ionok bejutását a sejtekbe, ezáltal értágulatot,
vérnyomáscsökkenést okoznak. Hasonlóképp hatnak a dipinek a koszorúserekre, illetve az angina pectoris bizonyos formáira.
A cilnidipin a többi dipinhez képest kevésbé csökkenti a pulzusszámot és kevésbé hat az autonóm idegrendszerre.
A cilnidipin egyúttal hat a periferiás preszinaptikus idegvégződések N típusú kalciumcsatornáira(en) is, ezáltal csökkenti a plazma katekolamin-szintjét, tágítva az ereket.
Egy cikk szerint a cilnidipin 2-es típusú cukorbetegekben hosszú távon gátolja a nephropathia (vesebántalom) súlyosbodását.

## A dipinek kémiai szerkezete
A cilnidipin a kalciumcsatorna-blokkolók dihidropiridin alosztályába tartozik. A ni szótag az R4 helyén levő benzolgyűrű 3-as (néhány más dipinnél 2-es) szénatomján levő nitrocsoportra (NO2) utal.
A dipinek az 1,4-dihidro-3,5-piridin-dikarbonsav valamelyik származékának diészterei. A két észtercsoport, az R3 és R5 a legtöbb esetben alkil- vagy metoxialkil-csoport, melyek a dipint vízben rosszul oldódóvá, a gyomor- és béltraktusból jól felszívódóvá teszik, ezért szinte kizárólag tabletta formájába, szájon át használatosak. A két észtercsoport a bevált szereknél aszimmetrikus, és döntően befolyásolja a felszívódás, a sejtmembránon való tartózkodás időparamétereit.
Az észtercsoport lehet aminoalkanol csoport is, mely a vegyületet vízben oldhatóvá teszi, ezáltal lehetővé téve parenterális készítmények előállítását.
A cilnipidin esetén az R3 az etilénglikol-monometil-éter(en), az R5 a fahéjalkohol.
A legtöbb esetben – a cilnidipinnél is – az R2 és R6 a metilcsoport, az R4 pedig aromás, többnyire fenilcsoport 3′-nitro, ritkábban 2′-nitro, 2′,3′-diklór vagy 3′-trifluormetil helyettesítő csoporttal.
Az 1,4-dihidropiridin 4-es szénatomja kiralitáscentrum. Az enantiomerek biokinetikájában és hatásában igen nagy a különbség.
A dipinek erősen fényérzékeny vegyületek.

## Ellenjavallatok, mellékhatások
A szer ellenjavallt infarktuskor, instabil angina és súlyos aortaszűkület esetén. A szert abba kell hagyni, ha angina pectoris lép fel a kezelés során.
Különleges figyelmet igényel a szer alacsony vérnyomás, szívelégtelenség, terhesség és szoptatás esetén.
Mellékhatások: szédülés, fejfájás, alacsony vérnyomás, periferális ödéma, tachycardia (magas pulzusszám), emésztőrendszeri panaszok, letargia, szemfájdalom.

## Készítmények
Nemzetközi forgalomban
- Atelec
- Cilacar
- Cinalong
- Siscard

Magyarországon nincs forgalomban.